# Skyros: Oros Kochylas
Skyros: Oros Kochylas este o arie protejată (arie specială de conservare — SAC, sit de importanță comunitară — SCI, arie de protecție specială avifaunistică — SPA) din Grecia întinsă pe o suprafață de 4.050 ha, integral pe uscat.

## Localizare
Centrul sitului Skyros: Oros Kochylas este situat la coordonatele 38°49′38″N 24°36′49″E / 38.827173°N 24.613703°E.

## Înființare
Situl Skyros: Oros Kochylas a fost declarat sit de importanță comunitară în aprilie 1997 pentru a proteja 21 de specii de animale. Alte tipuri de protecție:
- arie de protecție specială avifaunistică (în octombrie 2002)[3]
- arie specială de conservare (în martie 2011)[2][4][5]

## Biodiversitate
Situată în ecoregiunea mediteraneană, aria protejată conține 8 habitate naturale: Faleze cu vegetație de Limonium spp. endemic de pe coastele mediteraneene, Râuri mediteraneene cu debit intermitent, cu specii de Paspalo-Agrostidion, Tufărișuri termo-mediteraneene și de pre-deșert, Sarcopoterium spinosum phryganas, Grohotișuri est-mediteraneene, Pante stâncoase calcaroase cu vegetație casmofită, Galerii și tufărișuri riverane sudice (Nerio-Tamaricetea și Securinegion tinctoriae), Păduri de Quercus ilex și Quercus rotundifolia.
La baza desemnării sitului se află mai multe specii protejate:
- păsări (18): uliu cu picioare scurte (Accipiter brevipes), lăstunul mare (Apus apus), șorecarul comun (Buteo buteo), caprimulg (Caprimulgus europaeus), șerpar (Circaetus gallicus), cristeiul de câmp (Crex crex), lăstun de casă (Delichon urbicum), egretă mică (Egretta garzetta), Emberiza caesia, Falco eleonorae, șoim călător (Falco peregrinus), rândunică (Hirundo rustica), codobatura galbenă (Motacilla flava), Phalacrocorax aristotelis desmarestii, corcodel mare (Podiceps cristatus), corcodel-cu-gât-negru (Podiceps nigricollis), turturică (Streptopelia turtur), Tachymarptis melba
- reptile (3): șarpele cu patru dungi (Elaphe quatuorlineata), Mauremys rivulata, elaphe situla (Zamenis situla)

Pe lângă speciile protejate, pe teritoriul sitului au mai fost identificate 10 specii de plante, 1 specie de păsări, 3 specii de mamifere, 8 specii de reptile.